# Żórawina (gemeente)
De gemeente Żórawina is een landgemeente in het Poolse woiwodschap Neder-Silezië, in powiat Wrocławski.
De zetel van de gemeente is in Żórawina.
Op 30 juni 2004 telde de gemeente 7894 inwoners.

## Oppervlakte gegevens
In 2002 bedroeg de totale oppervlakte van gemeente Żórawina 120,11 km², waarvan:
- agrarisch gebied: 89%
- bossen: 1%

De gemeente beslaat 10,76% van de totale oppervlakte van de powiat.

## Demografie
Stand op 30 juni 2004:
| Omschrijving                   | Totaal | Totaal | Vrouwen | Vrouwen | Mannen | Mannen |
| ------------------------------ | ------ | ------ | ------- | ------- | ------ | ------ |
| eenheid                        | aantal | %      | aantal  | %       | aantal | %      |
| inwoners                       | 7894   | 100    | 3986    | 50,5    | 3908   | 49,5   |
| bevolkingsdichtheid (inw./km²) | 65,7   | 65,7   | 33,2    | 33,2    | 32,5   | 32,5   |

In 2002 bedroeg het gemiddelde inkomen per inwoner 1266,3 zł.

## Administratieve plaatsen (sołectwo)
Bogunów, Bratowice-Zagródki, Galowice, Jaksonów, Jarosławice, Karwiany-Komorowice, Krajków, Mędłów, Milejowice, Mnichowice, Nowojowice, Nowy Śleszów, Okrzeszyce-Rynakowice, Polakowice, Przecławice, Racławice Małe, Rzeplin-Szukalice, Stary Śleszów, Suchy Dwór, Turów, Węgry-Brzeście-Marcinkowice, Wilczków, Wilkowice, Wojkowice, Żórawina, Żerniki Wielkie.
Zonder de status sołecko : Pasterzyce.

## Aangrenzende gemeenten
Borów, Domaniów, Kobierzyce, Święta Katarzyna